# Asch-Schaʿrānī
ʿAbd al-Wahhāb ibn Ahmad asch-Schaʿrānī (arabisch عبد الوهاب بن أحمد الشعرانی, DMG ʿAbd al-Wahhāb b. Aḥmad aš-Šaʿrānī; * 1491 in Sāqiyat Abū Schaʿra; † 1565 in Chatt Baina ʾs-Surain; beide in Ägypten) war ein wichtiger Lehrer und Historiker des Sufismus.

## Leben
Wie asch-Schaʿrānī in seiner Autobiographie Laṭāʾif al-Minan schreibt, war einer seiner Vorfahren Mūsā Abū ʿImrān, ein Sohn des Sultans von Tlemcen in Algerien. Mūsās Enkel Ahmad asch-Schaʿrānī († 1424) zog in den Ort Sāqiyat Abū Schaʿra im ägyptischen Gouvernement al-Minufiyya. Ahmads Sohn Nūr ad-Dīn ʿAlī († 1486), der Großvater asch-Schaʿrānīs, studierte an der al-Azhar-Moschee von Kairo, erwarb den Ruf eines frommen und sittenstrengen Gelehrten und wurde Scheich im von ihm gegründeten zāwiya (Sufi-Kloster) von Sāqiyat Abū Schaʿra. Asch-Schaʿrānīs Vater, der Gelehrte Schihāb ad-Dīn Ahmad († 1501), der als Ausnahme in der Familie kein Sufi wurde und deshalb auch nicht im Werk seines Sohnes aṭ-Ṭabaqāt al-Kubrā (siehe unten) erwähnt ist, studierte bei berühmten Ulema (Religionsgelehrten) in Kairo, kehrte dann jedoch wieder in seinen Heimatort zurück. Dort beschäftigte er sich mit Landwirtschaft und fungierte als Registrator der Abgaben, die von den Fellachen (Bauern) zu entrichten waren.
Beim Tod seines Vaters war asch-Schaʿrānī erst zehn Jahre alt. Sein älterer Bruder ʿAbd al-Qādir sorgte für ihn und machte nach der Großjährigkeit seines jüngeren Bruders mit ihm den Haddsch (Pilgerfahrt) nach Mekka. Im Jahre 1505 konnte asch-Schaʿrānī durch finanzielle Unterstützung eines hohen Beamten nach Kairo übersiedeln und dort an der sufitischen al-Gamri-Moschee im Norden der Stadt, wo er 17 Jahre lang verblieb, studieren und lehren. Er verbrachte seine Jugendzeit mit Studien, auch in der Kunst des Predigens, und mit asketischen Übungen. Durch den Imam der Moschee, Amīn ad-Dīn an-Naddschār ad-Dimyātī, wurde er bei einigen berühmten Sufi-Gelehrten eingeführt. Da er sich bald großer Popularität erfreute, hatte er zwar namhafte Freunde und Schüler, aber auch starke Gegner, die ihn schließlich zum Beenden seiner Tätigkeit an der al-Gamri-Moschee drängen konnten. Er ging an die Medresse (Hochschule) Umm Chond in Chatt Bayna ʾs-Surayn, wo er als Prediger der Freitagsgebete und einer mit Hilfe eines reichen Kadi gegründeten zāwiya einen neuen Aufgabenkreis fand und außerdem Mildtätigkeit (waqf) – Essen für 200 Personen pro Tag – üben konnte.
Asch-Schaʿrānīs Einfluss erstreckte sich über die sufitischen Kreise hinaus auf viele Schüler und Lehrer bekannter Kairoer Medressen, besonders aber auf die Sufi-Scheichs. Auf der al-Azhar-Moschee hatte er allerdings einige Feinde und auch der berühmte Karīm ad-Dīn Muhammad ibn Ahmad al-Chalwatī († 1578), Oberhaupt der Chalwatī Sufi, wurde wegen unterschiedlicher religiöser Auslegungen und persönlicher Differenzen sein Gegner. Nach asch-Schaʿrānīs Tod konnte sein einziger Sohn ʿAbd ar-Rahīm die Position seines Vaters nicht mehr erreichen, wenn auch die Schaʿrānī-Richtung des Sufismus bis in das 19. Jahrhundert fortbestand.
Die wichtigsten Informationen über asch-Schaʿrānī überlieferte sein Schüler ʿAbd ar-Raʾūf al-Munāwī († 1621) in einer Biographie. Eine zweite Quelle ist ein Werk von Muhammad Muhyī ʾd-Dīn al-Malīdschī, einem Anhänger der tariqa („der Weg, auf dem der Mystiker wandert“, die Lehre) asch-Schaʿrānīs. Er zitiert die Werke seines Meisters und stützt sich auf Überlieferungen von dessen Sohn ʿAbd ar-Rahīm.

## Werk
Asch-Schaʿrānīs Schriften beschäftigten sich mit Mystik, Rechtskunde, Theologie und der Geschichte des Sufismus in Ägypten. Seine Schriften wurden getragen von starkem sozialen Bewusstsein und Zuneigung zu den Schwachen der Gesellschaft, besonders den Frauen und den Armen. Er und seine Schüler bemühten sich besonders, die vom Islam vorgeschriebene Mildtätigkeit in Orten ohne ansässige religiöse Gemeinschaften zu verbreiten. Gehorsam und Respekt gegenüber den Vorschriften war ihm sehr wichtig. Sultan Süleyman I. († 1566) pries er mit dem Beinamen al-Quṭb aẓ-ẓāhir („der sichtbare Pol“), ein sufitischer Ausdruck für Verehrung.
„Die Ungerechten“ (aẓ-ẓalama) innerhalb der herrschenden Klasse wurden von ihm angegriffen, wenn auch nicht namentlich genannt. Auf eine Kritik an der osmanischen Besetzung Ägyptens verzichtete er allerdings, offenbar davor gewarnt, dies zu tun. Doch gibt es Hinweise, die seine Unzufriedenheit mit der Situation bezeugen; in einem religiösen Traktat war der kryptische Vermerk zu finden, dass auf irgendwelche Weise einiges an Wissen in Ägypten seit dem Jahre 1517 – dem Zeitpunkt des Beginnes der Okkupation – verloren gegangen sei. Kritisch betrachtete er auch die qawānīn, die von den Osmanen zusätzlich zur traditionellen scharīʿa (dem religiösen Gesetz) eingeführte (weltliche) Gesetzgebung, die er als unislamisch ansah. In diesem Zusammenhang beklagte er auch die weniger werdenden Arabisch sprechenden Richter zugunsten der Türkisch sprechenden.
Wie alle Sufis trat er für die ʿazīma (die strenge Einhaltung der ʿibāda [Gebote] in jedem Falle) ein, tolerierte jedoch die ruḫṣa (Entbindung von dieser Pflicht im Falle der Verhinderung). Die ʿazīma sei für die starken, die ruḫṣa jedoch für die schwachen Menschen gedacht. In seinem Traktat al-Mīzān al-Ḫiḍrīya („Das chidrische Richtmaß“) stellte er fest, dass die scharīʿa in zwei Formen möglich sei, nämlich als „Milderung“ (taḫfīf) oder „Verschärfung“ (tašdīd). Asch-Schaʿrānī versicherte, dieses Wissen vom geheimnisvollen al-Chidr erhalten zu haben, der ihm die reine Scharia gewiesen habe und deshalb der Namensgeber des Traktates sei.
Asch-Schaʿrānī betonte mehrmals, dass er durch seine Schriften zur moralischen Erziehung seiner Leser beitragen wolle. Bei Datumsangaben, Zahlen und Ereignissen war er häufig ungenau, für seine Absichten brauchbare Anekdoten erzählte er meist ohne historischen Beleg. Er zeichnete dadurch aber ein lebendiges Sittenbild der Kairoer Gesellschaft, speziell der sufitischen, des 15. Jahrhunderts inklusive der ersten Jahrzehnte osmanischer Herrschaft in Ägypten. Sein eher naiver Schreibstil machte seine Werke flüssig lesbar, was seine Popularität bis heute beweist. Eine große Sammlung von Autographen und Manuskripten wird im Dār al-Kutub al-Miṣrīya, der ägyptischen Nationalbibliothek aufbewahrt.

## Klassenbücher
- Lawāqiḥ al-anwār fī ṭabaqāt al-sāda al-aḫyār, kurz aṭ-Ṭabaqāt al-kubrā („das große Klassenbuch“)

Dieses Werk, fertiggestellt im Jahre 1545, enthält 430 Biographien, beginnend mit den vier Rāschidūn, den vier rechtmäßigen (richtig geleiteten) Kalifen (Abū Bakr, ʿUmar ibn al-Chattāb, ʿUthmān ibn ʿAffān, ʿAlī ibn Abī Tālib), und endend in der Gegenwart asch-Schaʿrānīs. Die älteren Biographien sind nicht vom Autor selbst verfasst und bestehen häufig aus Aneinanderreihungen sufitischer Lobpreisungen. Besonders wichtig für Historiker ist der Teil der Abhandlung, in dem sich asch-Schaʿrānī mit dem Leben von Sufis beschäftigt, die ab der zweiten Hälfte des 15. Jahrhunderts gelebt hatten. Es handelt sich dabei oft um Gelehrte, die seine eigenen Lehrer und Vorbilder waren. Da das Buch bis heute sehr populär ist, gibt es viele Ausgaben, allerdings bisher keine, die alle existierenden Editionen (Bulaq 1875; Kairo 1961, 1965 und 1992; Beirut 1988) vergleichend bearbeitet. Die jüngste ist die Version von ʿAbd ar-Rahmān Chudā Mahmūd (Kairo 1992), die nach der Angabe des Herausgebers auf dem Bulaq-Manuskript von 1875 und auf Manuskripten aus der al-Azhar-Bibliothek fußt, die er allerdings nicht genauer nennt. Ein ausgezeichneter Index wurde von Jean-Claude Garcin 1966 erstellt.
- aṭ-Ṭabaqāt aṣ-ṣuġrā („das kleine Klassenbuch“)

Dieses Werk ist eine Ergänzung (ḏayl) des vorgenannten, verfasst von asch-Schaʿrānī im Jahre 1554. Es besteht aus 106 weiteren Biographien, eingeteilt in: 1. seine eigenen Lehrer im Sufismus; 2. Gelehrte, die er persönlich kannte und fallweise konsultierte, die aber nicht zu seinen direkten Lehrern zu zählen sind; 3. Ulama anderer maḏhahib (Lehrmeinungen) außerhalb der von ihm bevorzugten schafi'ī (traditionellen Rechtsauffassung von Muḥammad ibn Idrīs asch-Schāfiʿī); 4. weitere zu seiner Zeit lebende Ulama. Allerdings hält er diese Einteilung nicht konsequent durch, so ist der berühmte Gelehrte Dschalāl ad-Dīn as-Suyūtī († 1505) in der Gruppe seiner Lehrer genannt, obwohl dieser starb, als asch-Schaʿrānī vierzehnjährig gerade in Kairo eingetroffen und als Schüler wohl noch zu jung war. Das Ṭabaqāt aṣ-ṣuġrā enthält viele Informationen über vornehme Sufiten, die sonst nirgendwo überliefert wurden, beispielsweise über die Gründerfamilie der tarīqa (hier im Sinne von Bruderschaft) Bakrī as-Siddīqī, die bis ins 20. Jahrhundert das religiöse Leben Ägyptens beeinflusste. Die bisher einzige Edition fußt auf demselben Manuskript aus Kairo, das Garcin für seinen Index verwendet hatte.
- Lawāqiḥ al-anwār al-qudsīya fī manāqib al-ʿulamāʾ wa-ṣ-ṣūfīya oder aṭ-Ṭabaqāt al-wusṭā („das mittlere Klassenbuch“)

Diese dritte bisher noch nicht publizierte Sammlung wurde 1557 vollendet. Sie ist in drei Teile aufgebaut: 1. Frühe Sufis und Ulama, die er nicht persönlich gekannt hatte, bis zu seinem Großvater Nūr ad-Dīn ʿAlī; 2. Sufis vom Beginn des 10. Jahrhunderts (Islamische Zeitrechnung), die er bereits persönlich kennenlernte; 3. Andere Ulama. In diesem Sammelband sind all die Anekdoten und Themata gesammelt, die asch-Schaʿrānī in den ersten beiden Bänden übersehen zu haben meinte. Das Manuskript wird in Kairo aufbewahrt.

## Übersetzungen
- Virginia Vacca: Vite e detti di santi musulmani. Turin, 1968 (gekürzte Version des aṭ-Ṭabaqāt al-kubrā)